# Njivice (jezero)
Njivice je prirodno jezero i kriptodepresija na otoku Krku. Nalazi se u blizini primorskog naselja Njivice u općini Omišalj, po kojem je dobilo ime. Površina iznosi 35 hektara, dubina jezera je 7,9 do 9,9 m. U jezeru živi mnoga vrsta riba, kao što su šaran, štuka, linjak, gambuzija, amur i tolstolobik. Ribolov u jezeru je zabranjen.